# Leichtathletik-Europameisterschaften 1938/3000 m Hindernis der Männer

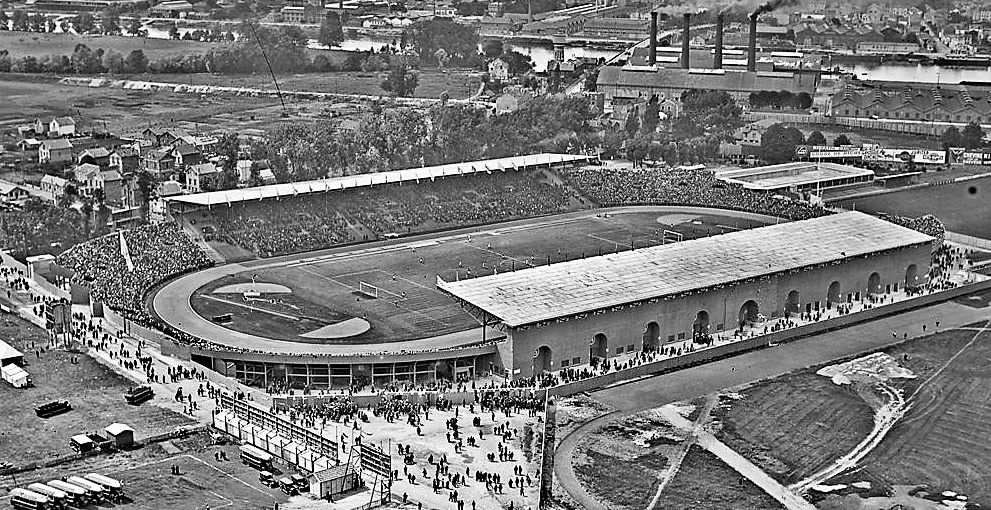
Olympiastadion in Paris 1924

Der 3000-Meter-Hindernislauf der Männer bei den Leichtathletik-Europameisterschaften 1938 wurde am 5. September 1938 im Stade Olympique der französischen Hauptstadt Paris ausgetragen.
Der Wettbewerb hatte 1934 nicht auf dem EM-Programm gestanden und war damit erstmals Teil der Europameisterschaften.
Europameister wurde der Schwede Lars Larsson. Den zweiten Rang belegte der Deutsche Ludwig Kaindl. Bronze ging an den Finnen Alf Lindblad.

## Inoffizielle Bestleistungen / Rekorde

### Bestehende Inoffizielle Bestleistungen / Rekorde
Weltrekorde wurden über 3000 Meter Hindernis mit Ausnahme von Meisterschaftsrekorden wegen der noch nicht standardisierten Hindernisaufstellungen erst ab 1953 geführt.
| Weltbestleistung     | 9:03,8 min                    | Volmari Iso-Hollo             | Berlin, Deutsches Reich       | 8. August 1936                |
| Europabestleistung   | 9:03,8 min                    | Volmari Iso-Hollo             | Berlin, Deutsches Reich       | 8. August 1936                |
| Meisterschaftsrekord | Wettbewerb neu im EM-Programm | Wettbewerb neu im EM-Programm | Wettbewerb neu im EM-Programm | Wettbewerb neu im EM-Programm |

### Erster Meisterschaftsrekord
Im Rennen am 4. September wurde der folgende erste Meisterschaftsrekord aufgestellt:

9:16,2 min – Lars Larsson (Schweden)

## Finale

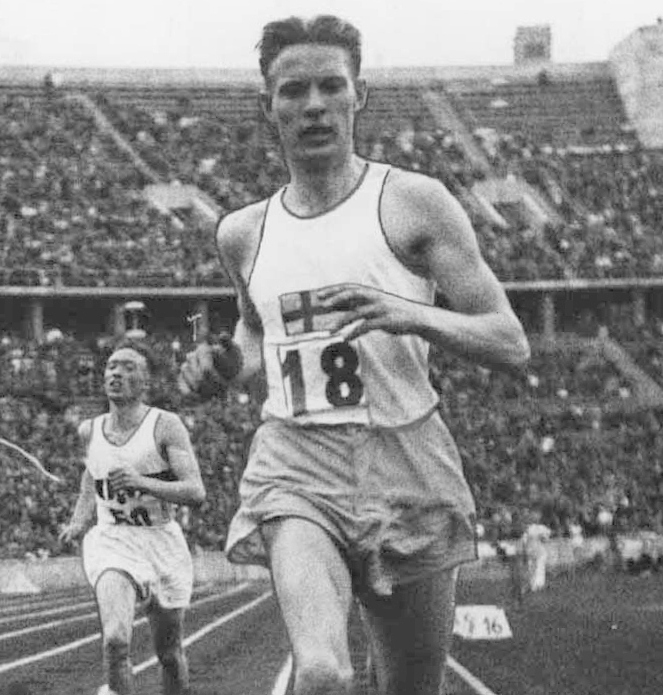
Europameister Lars Larsson

4. September 1938, 16.15 Uhr
| Platz | Name                  | Nation             | Zeit (min) |
| ----- | --------------------- | ------------------ | ---------- |
| 1     | Lars Larsson          | Schweden           | 9:16,2 CR  |
| 2     | Ludwig Kaindl         | Deutsches Reich    | 9:19,2     |
| 3     | Alf Lindblad          | Finnland           | 9:21,4     |
| 4     | Kalle Tuominen        | Finnland           | 9:28,6     |
| 5     | Roger Cuzol           | Frankreich         | 9:42,2     |
| 6     | Gaston Tinard         | Frankreich         | 9:43,0     |
| 7     | Ferdinando Migliaccio | Königreich Italien | 9:45,2     |
| 8     | Wacław Soldan         | Polen              | 9:58,4     |
| DNS   | Ivar Johansson        | Schweden           |            |
| DNS   | Vitolo                | Estland            |            |
| DNS   | Jean Deloge           | Luxemburg          |            |
| DNS   | Jean-Paul Medinger    | Luxemburg          |            |

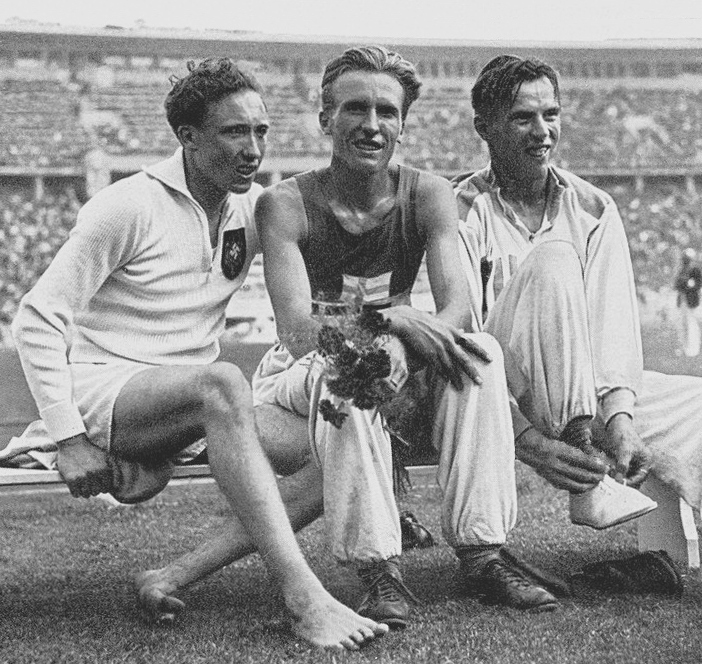
Kalle – eigentlich Kaarlo – Tuominen (auf dem Foto rechts, nach seiner Silbermedaille bei den Olympischen Spielen 1936 in Berlin) erreichte Platz vier
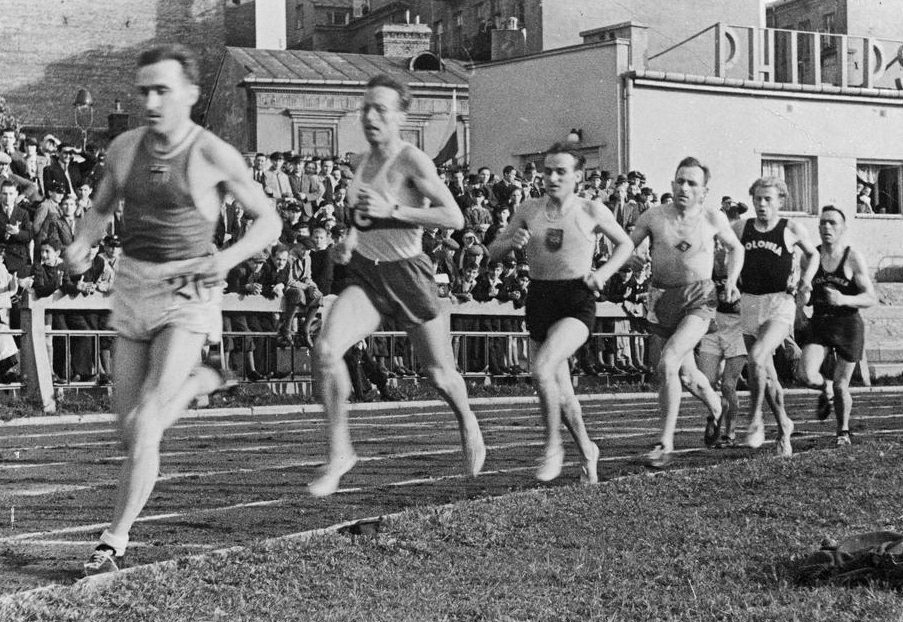
Wacław Soldan (hier in einem 5000-Meter-Rennen 1939 auf Platz zwei liegend) wurde Achter